# Styx (film)
Pour les articles homonymes, voir Styx (homonymie).
Pour plus de détails, voir Fiche technique et Distribution.
Styx est un film austro-allemand réalisé par Wolfgang Fischer, sorti en 2018.

## Synopsis
Rike est une médecin urgentiste allemande. Pour ses vacances, elle décide de partir en navigation solitaire sur son yacht de douze mètres de long «  Asa Gray » pour un voyage sur les traces de Charles Darwin de Gibraltar à l'Île de l'Ascension dans l'Atlantique sud. Au cours de son voyage au large de l'Afrique du nord, elle est informée par un porte-conteneurs croisant à proximité qu'elle doit se préparer à essuyer une forte tempête sur son trajet. L'officier à bord du porte-conteneurs lui propose de rester en contact et se tient prêt à lui fournir assistance si nécessaire.
Après la violente tempête de la nuit, à quelques encâblures elle découvre un chalutier endommagé, en panne et transportant de nombreux passagers. Plus d'une centaine de personnes se signalent et appellent au secours. Rike tente de contacter le bateau par radio. Ne recevant aucune réponse, elle émet un appel de détresse sur sa VHF.
Son appel reste ignoré, bien que plusieurs navires signalés par leur AIS croisent dans les parages. Les garde-côtes sont prévenus et promettent de l'aide tout en lui recommandant de se tenir à l'écart. 
À travers ses jumelles, Rike observe des passagers se jeter à la mer. Un jeune adolescent tente de rejoindre le yacht à la nage. Rike lui lance une bouée de sauvetage, à laquelle le garçon épuisé parvient à s'accrocher, puis elle se jette à l'eau pour aller le récupérer et parvient à le hisser à bord, inanimé. Le nom du garçon est Kingsley, indiqué sur son bracelet. Rike s'éloigne du chalutier, afin de ne pas susciter d'autres tentatives, son bateau étant trop petit pour accueillir tous les passagers. Elle donne les premiers soins à Kingsley, bande ses blessures et le place sous perfusion. Elle appelle de nouveau les garde-côtes par radio, qui lui promettent que les secours sont en route et qu'elle doit rester à l'écart du bateau de réfugiés. Puis Rike appelle le porte-conteneurs de la veille. Le capitaine du navire de transport, qui lui avait promis son soutien avant la tempête, l'informe que sa compagnie maritime a interdit toute participation au sauvetage en mer des réfugiés.
Kingsley, qui parle un peu anglais, reprend conscience et tente de faire pression sur Rike pour qu'elle se porte au secours du chalutier sur lequel, entre autres, sa sœur se trouve. Il se bat avec Rike pour obtenir la clé de contact du yacht et la pousse par-dessus bord.  Après avoir mis le moteur en route et s'être quelque peu éloigné en direction du chalutier, Kingsley stoppe à nouveau le moteur, et Rike remonte à bord avec difficulté. Choquée par son comportement, elle est furieuse contre Kingsley, mais entend son désespoir et décide d'appeler à nouveau les garde-côtes en prétendant cette fois-ci que c'est l'"Asa Gray" qui est sur le point de couler. Après avoir lancé le SOS, elle coupe la radio du navire et active sa balise de détresse. 
La nuit suivante, elle s'approche du chalutier maintenant silencieux, monte à bord et ne trouve que des morts ou des mourants.
À l'aube, les annexes d'une frégate des garde-côtes font la navette avec le chalutier abandonné pour sauver les survivants et récupérer les morts, tandis qu'affluent des messages radio concernant d'autres navires en détresse, avec à bord de chacun d'eux de nombreux réfugiés. Rike est récupérée à bord de la frégate. Traumatisée, incapable de répondre aux questions des garde-côtes qui l'interrogent, elle est informée qu'une procédure est engagée à son encontre.

## Fiche technique
- Titre : Styx
- Réalisation : Wolfgang Fischer
- Scénario : Ika Künzel et Wolfgang Fischer
- Musique : Dirk von Lowtzow
- Photographie : Benedict Neuenfels
- Montage : Monika Willi
- Production : Marcos Kantis et Martin Lehwald
- Société de production : Schiwago Film, Amour Fou Vienna, Arte, Small Island Films et Twenty13 Productions
- Société de distribution : Sophie Dulac Distribution (France)
- Pays :  Allemagne,  Autriche,  Pays-Bas et  Malte
- Format :
- Genre : Drame
- Durée : 94 minutes
- Dates de sortie : 
  -  Allemagne : 13 septembre 2018
  -  France : 27 mars 2019

## Distribution
- Susanne Wolff : Rike
- Gedion Oduor Wekesa : Kingsley
- Kelvin Mutuku Ndinda : Kelvin
- Inga Birkenfeld : Marie, l'assistante du docteur
- Alexander Beyer : Paul

## Accueil
Le film a été bien accueilli par la presse spécialisée. Il a reçu une moyenne de 78 % sur Metacritic.